# Maerua eminii
Maerua eminii är en kaprisväxtart som beskrevs av Ferdinand Albin Pax. Maerua eminii ingår i släktet Maerua och familjen kaprisväxter. Inga underarter finns listade i Catalogue of Life.